# Cyphomyrmex bigibbosus
Cyphomyrmex bigibbosus är en myrart som beskrevs av Carlo Emery 1894. Cyphomyrmex bigibbosus ingår i släktet Cyphomyrmex och familjen myror. Inga underarter finns listade i Catalogue of Life.